# NGC 6409
NGC 6409 est une galaxie spirale située dans la constellation du Dragon. Sa vitesse par rapport au fond diffus cosmologique est de 6 107 ± 43 km/s, ce qui correspond à une distance de Hubble de 90,1 ± 6,3 Mpc (∼294 millions d'al). NGC 6409 a été découverte par l'astronome américain Lewis Swift en 1885.